# Cerro Santa Cruz
El Cerro Santa Cruz, també conegut com a Pucaraju, i Pukaraju (possiblement del quítxua puka vermell, rahu neu, gel, muntanya amb neu) o Pico de Huaylas és una muntanya del la Cordillera Blanca als Andes del Perú, a la regió d'Ancash. El cim s'eleva fins als 6.259 msnm, tot i que hi ha mapes que indiquen que fa 6.241 metres.
La primera ascensió al cim va tenir lloc per l'aresta sud-est el 20 de juliol de 1948 pel suís Frédéric Marmillod i l'hongarès Ali Szepessy-Schaurek.